# Synagogan i Karlovy Vary
Synagogan i Karlovy Vary (tjeckiska: Synagoga v Karlových Varech) eller Synagogan i Karlsbad, var en synagoga i Karlovy Vary, regionen Böhmen, som uppfördes 1877.

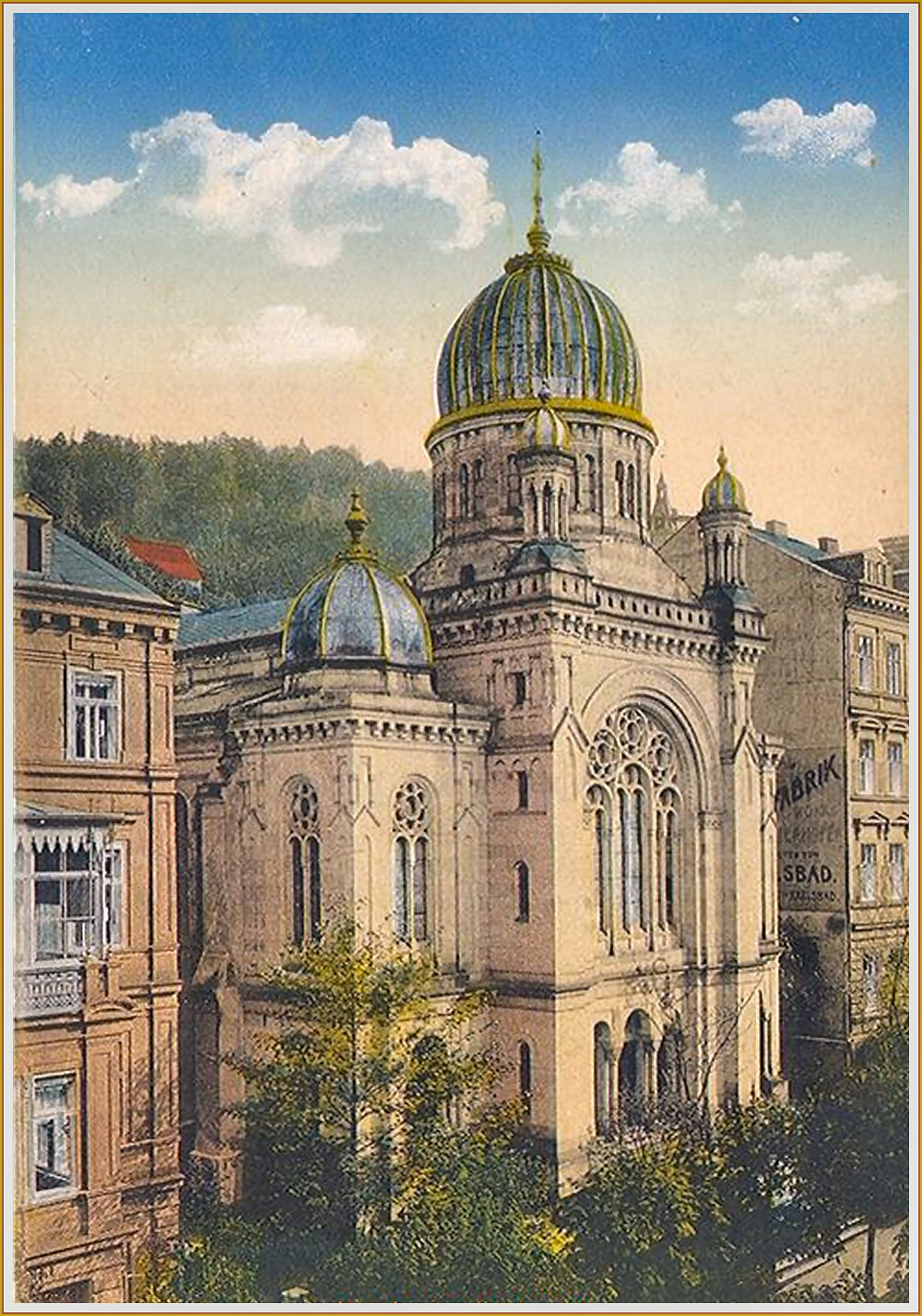
Synagogan i Karlovy Vary

Synagogan förstördes under kristallnatten mellan 9 och 10 november 1938.